# Brisas do Lis

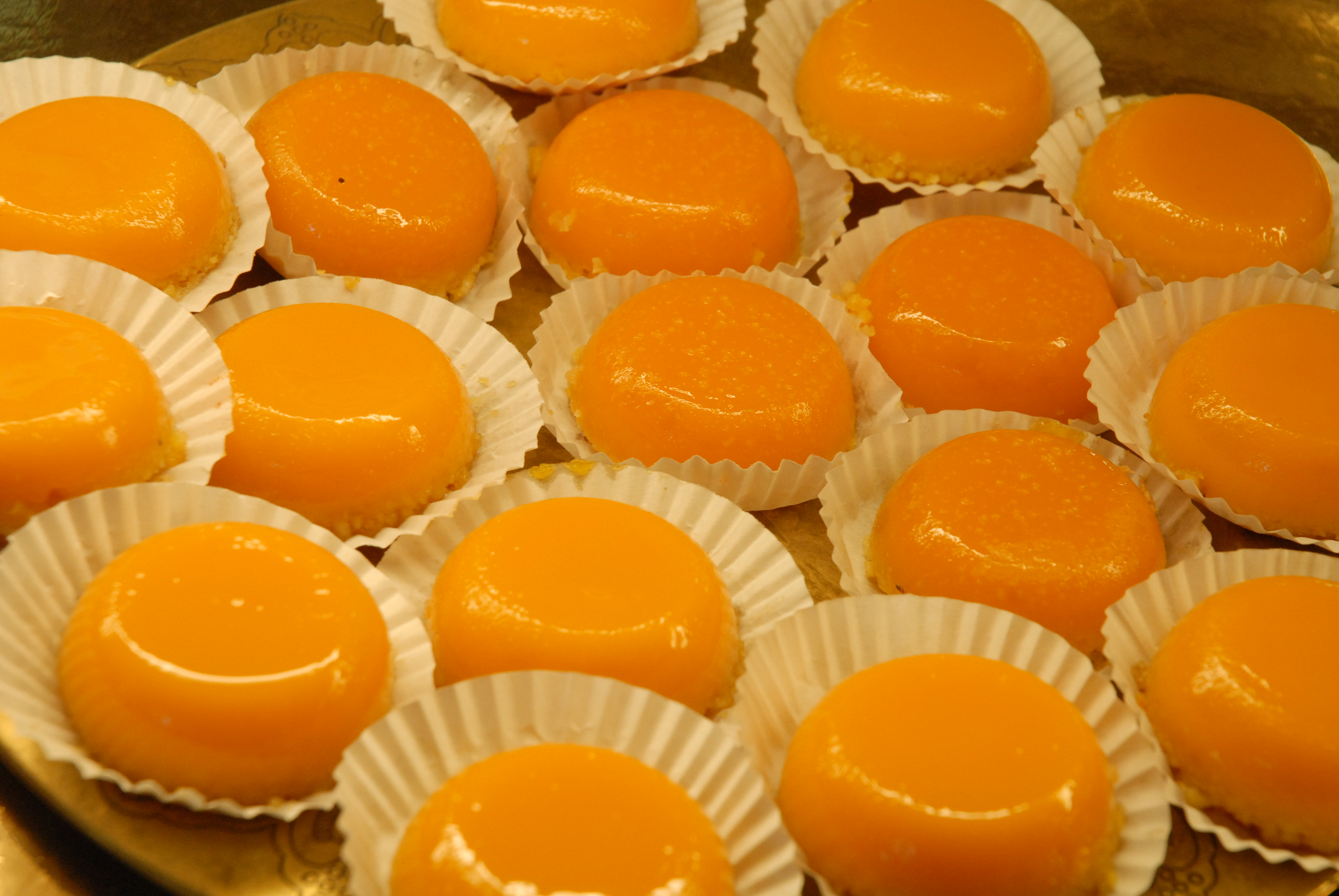
Les Brisas do Lis (Brises du Lis)

Les Brisas do Lis (en français : Brises du Lis) est un gâteau traditionnel typique de Leiria, au Portugal. 

## Composition
C'est une pâtisserie moelleuse faite à base d'œufs, de sucre et d'amande. 

## Historique
L'origine du Brisas do Lis remonte à l'ancien couvent de Santana[évasif], aujourd'hui disparu et qui a cédé la place à l'actuel Marché de Santana.